# Caldera Henry's Fork

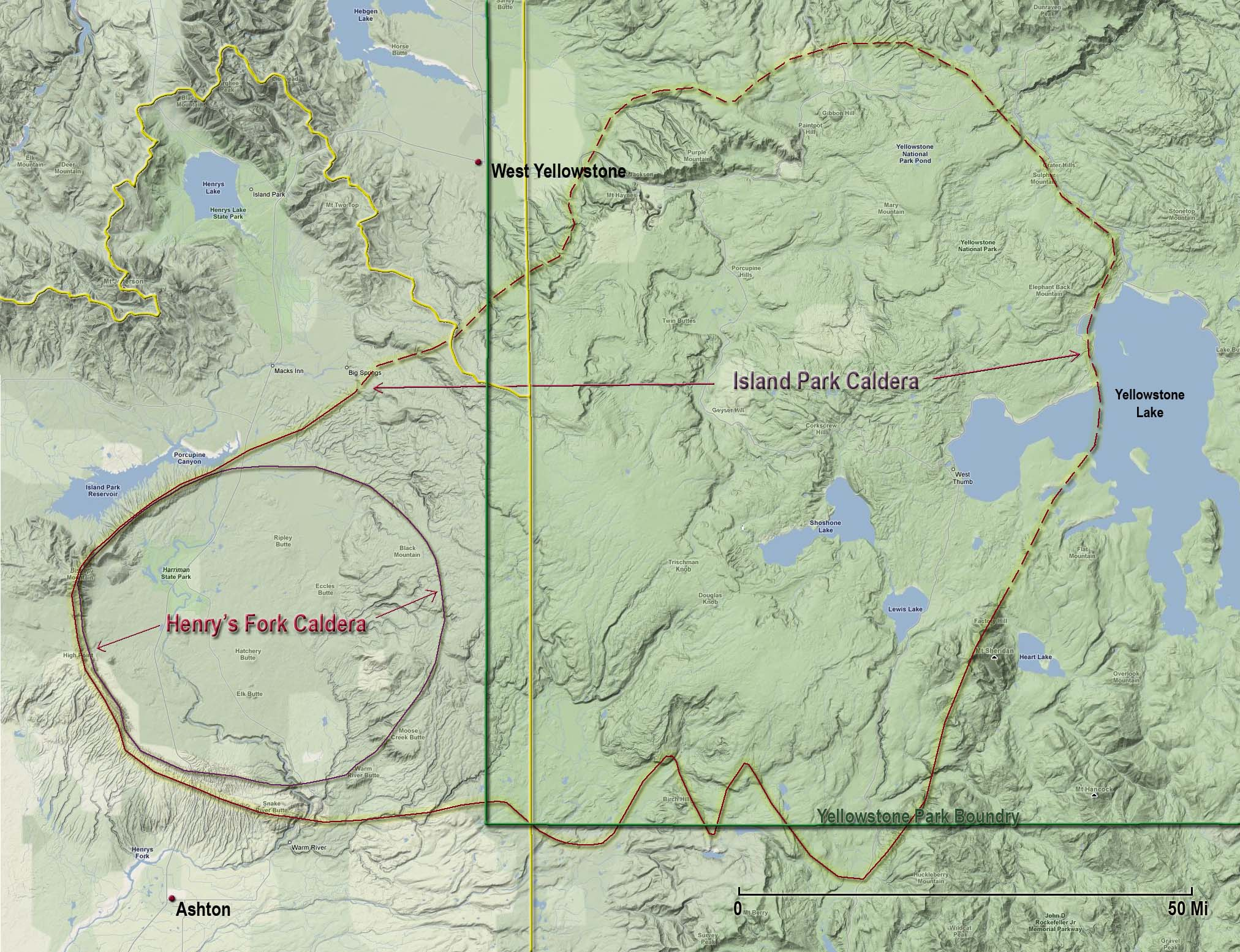
La posizione della caldera Henry's Fork all'interno della più vasta caldera dell'Island Park.

La caldera Henry's Fork, situata nella parte orientale dell'Idaho (Stati Uniti d'America), è una caldera situata all'interno dell'Island Park, a ovest del Parco nazionale di Yellowstone. La caldera si è formata in seguito ad un'eruzione vulcanica avvenuta 1,3 milioni di anni fa, causata dal punto caldo di Yellowstone, che ha provocato l'emissione di un volume di 280 km³ (67 cu mi) di materiali ed è all'origine del tufo del Mesa Falls Tuff.

## Caratteristiche
La caldera Henry's Fork è situata all'interno della più estesa caldera dell'Island Park; le due caldere condividono il bordo sulla loro parte occidentale, ma la più antica caldera dell'Island Park è molto più grande, ha una forma più ovale e si estende ben all'interno dello Yellowstone National Park.
Anche se più piccola della caldera dell'Island, le dimensioni della caldera Henry's Fork sono tuttavia importanti, in quanto si estende per 18 miglia (29 km) in lunghezza e 23 miglia (37 km) in larghezza. Il suo bordo curvo è chiaramente visibile all'interno dell'area dell'Island Park; questa è anzi l'unica caldera ancora visibile tra le molte formate dal punto caldo di Yellowstone.
La caldera Henry's Fork è posizionata nella pianura Snake River Plain, che è stata formata da una successione di caldere e supervulcani lungo il percorso del punto caldo di Yellowstone. La pianura è una depressione, che tende a sprofondare sotto al peso delle rocce vulcaniche che l'hanno formata; il fiume Snake River serpeggia con una serie di meandri attraverso questa pianura. Nella Snake River Plain si trovano anche Menan Buttes, Big Southern Butte, il Monumento e riserva nazionale Craters of the Moon, il Wapi Lava Field e l'Hell's Half Acre Lava Field.
Il fiume Henrys Fork, che dà il nome alla caldera, è un tributario del fiume Snake River e fluisce all'interno della caldera, che abbandona alle Upper e Lower Mesa Falls. La caldera è delimitata a sud da Ashton Hill, a ovest da Big Bend Ridge e Bishop Mountain, a nord da Thurmon Ridge e a est da Black Mountain e Madison Plateau. Le vette del Teton Range, nel vicino Wyoming, sono visibili a sudest.